# Budín (tvrz)
Tvrz Budín nebo také tvrz Krčín či hrad Krčín je někdejší tvrz (panské sídlo) nacházející se údajně na levém břehu řeky Metuje v Krčíně (dnes součást Nového Města nad Metují).  

## Historie
Tvrz a osada Krčín byly pravděpodobně založeny ve 13. století. První písemné doklady jsou až z dob Jana Lucemburského. Prvním pánem v Krčíně byl Beneš z Krčína. Ve 14. století patřil Krčín k náchodskému panství, kde vládl rod z Dubé. Od pánů z Dubé odkoupil Krčínské panství i s okolím Ješek z Potštejna, který se asi v roce 1367 přestěhoval na Moravu, kde prožil zbytek svého života. Krčínské panství převzal od Ješka jeho bratr Čeněk z Potštejna a Žampachu, který po několika letech daroval statek nejmladšímu ze svých synů Václavovi. Dne 15. prosince 1387 panství koupil přívrženec orebitů rytíř Beneš z Rýzmburka (Žernov u České Skalice) a Krčína. Kromě Krčína spravoval také vřešťovské panství. Po jeho smrti (1408 až ⁠1411, přesné datum není známo) se panství ujala jeho manželka Kunhuta a roku 1411 toto převzal panství její syn Rubín z Rýzmburka. Rubín z Rýzmburka neměl kladný vztah k husitům, a dokonce roku 1414 doprovázel litomyšlského biskupa Jana Železného do Kostnice. V době Rubínovy nepřítomnosti jeho matka Kunhuta zemřela a později v cizině zemřel i Rubín. 
Novým majitelem se stal Aleš Vřešťovský z Rýzmburka, který patřil k husitské straně. Krčínští se přihlásili k orebitům a dne 26. prosince 1420 přepadl kostel sv. Ducha jaroměřský hejtman Hynek z Červené Hory. Roku 1421 došlo k odvetnému tažení na Jaroměř. Dne 4. června 1442 Aleš Vřešťovský z Rýzmburka zemřel a svůj majetek odkázal svým dvěma synům, kteří po něm byli pojmenováni stejným jménem. Aleš ml. vlastnil některé menší statky a v roce 1482 získal Mokrovousy. Aleš st. se ujal Vřešťova a Krčína, avšak dostal se do hospodářských obtíží, a tak prodal svůj krčínský podíl svému strýci Sezemovi z Rýzmburka a Jiřic. Spolu se Sezemou spravoval krčínské panství Aleš ml. Sezema měl nedostatek peněz, a tak svou část na dva roky pronajal. Po dvou letech svůj majetek začal rozprodávat. Dne 14. května 1484 Aleš z Rýzmburka ml. prodal své panství Janu Černčickému z Kácova. Součástí krčínského panství, které prodal byla: krčínská tvrz, poplužní dvůr, městečko Krčín, vesnice Nahořany, Dolsko, Libchyně a části vesnic Doubravice, Šonov, Vrchoviny, Přibyslav a Mezilesí. Jan Černčický z Kácova spojil černčické a krčínské panství. Přibližně od počátku 16. století byl Krčín součástí novoměstského panství.

## Popis
Archeologické doklady chybí, a tudíž nelze potvrdit, jak tvrz vypadala, jak byla rozlehlá, a jestli vůbec existovala. Tvrz vznikla asi ve 13. století. O krčínské tvrzi jsou zmínky z let 1360 a 1388. Tvrz (někdy též nazývaná jako hrad Krčín), o které jsou zmínky z let 1403 a 1411, byla přestavěna a roku 1420 zpustošena. V roce 1426 vyhořela a již nikdy nebyla obnovena. Součástí tvrze byl i poplužní dvůr, ke kterému patřila pole na Popluží. Pole roku 1544 prodal Jan z Pernštejna novoměstským měšťanům. Při založení Nového Města Hradiště nad Metují byl zřízen dvůr u zámku, ve kterém žil Jan Černčický z Kácova, a tak tvrz Budín již nebyla obývána a pustla. V zápisu z roku 1527 se nachází: "Tvrz Krčín pusta".
Po husitském hnutí se ve zpustošené tvrzi údajně nacházel pivovar a zájezdní hostinec. Na západní straně zdi se nacházel obraz, který byl malovaný hlinkou a zobrazoval čtyřspřežný nákladní vůz, v popředí postavu v brnění s kopím a za vozem ozbrojené žoldnéře, kteří pili z plecháčů. Malba byla velmi hrubá, malovaná neuměleckou rukou a v době před zbořením tvrzi v roce 1873 již byla zcela vybledlá.
Na počátku 19. století měl Budín již jen zbytky vnějších zdí a sklep. V místech Budína stálo jedenáct domů, které byly kdysi součástí panské tvrze. Chalupy a i sklep pod nimi byl obydlen chudinou. Zánik Budína způsobilo hned několik okolností, a to především povětrnostní vlivy, požár, který vypukl dne 5. března 1797, a následně samotní obyvatelé Krčína, kteří rozebírali zdivo na chalupy. Roku 1805 byla na příkaz vrchnosti ze zdiva opravována cesta. 
Konečný zánik Budína je spojen se stavbou železnice. Roku 1873 byla přes Budín vyměřena železniční dráha Choceň–⁠Broumov. Bývalý ředitel škol v Náchodě a inspektor novoměstského, broumovského a trutnovského okresu Jan Karel Hraše se snažil jednat s kompetentními úřady, aby byla dráha vyměřena v jiných místech. Ministerstvo nařídilo prozkoumání jiného přechodu přes řeku Metuji, avšak bylo zjištěno, že nejvhodnější přechod přes řeku je právě v místech Budína. Všech jedenáct chalup bylo zbořeno. Pod chalupami se nacházel rozsáhlý sklep, který byl zasypán. 

## Název

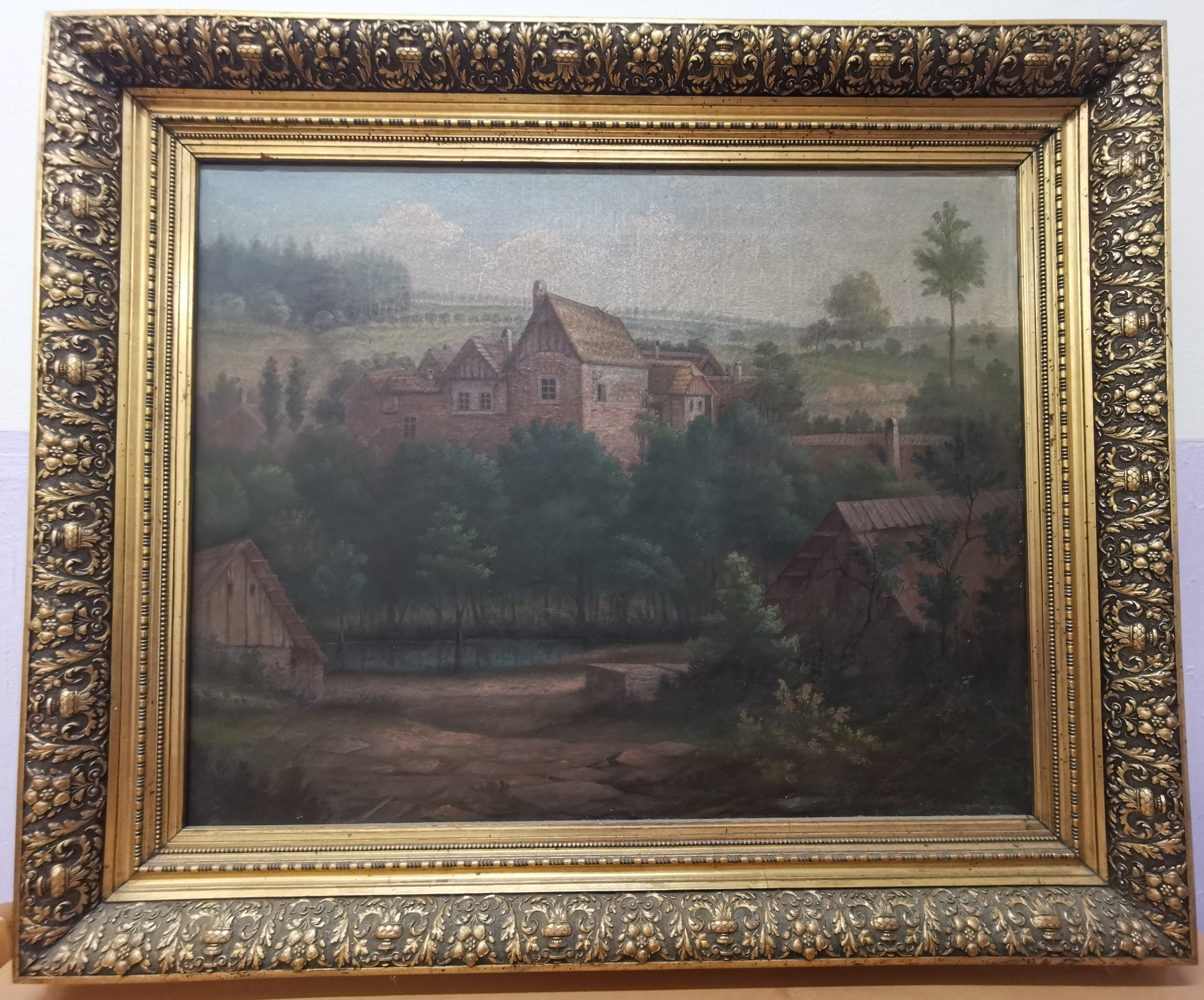
Josef Ladislav Šichan - "Tvrz" Budín

V 16. století krčínský hrad získal jméno Budín. Doklad o tomto názvu je možné nalézt v krčínské gruntovní knize. Název pravděpodobně pochází od slova "buda" (bouda), tedy stavení. V Čechách se nacházelo a nebo nachází několik míst, hradů nebo tvrzí, které se nazývaly, nebo nazývají: "Buda, Budy, Budín". 

## Vyobrazení tvrze Budín
Malíř Josef Ladislav Šichan (1847–⁠1918) byl pravděpodobně jediný, který se pokusil vyobrazit tvrz. Nejprve si načrtl skicu shromáždění jedenácti chalup, které byly stěsnané do prostoru bývalých hradeb. Josef Ladislav Šichan roku 1908 "tvrz" Budín namaloval a později vytvořil další dvě kopie. Originál obrazu tvrze se nachází v bývalé budově krčínské radnice, kde dnes sídlí mateřská škola. 

## Památný kámen
Na místě tvrze Budín dnes stojí památný kámen. Podnikatelé stavby železnice Hügel & Sager na žádost školního inspektora Jana Karla Hrašeho umístili v místě, kde dřív stávala tvrz pískovcový balvan, který pocházel z Teplických skal. Na pískovcovém kameni se nachází nápis: „Zde stával památný hrad Budín. Památník postaven roku 1875“.